# 양산 통도사 동치5년명 칠성탱
양산 통도사 동치5년명 칠성탱(梁山 通度寺 同治五年銘 七星幀)은 대한민국 경상남도 양산시 하북면, 통도사에 있는 조선시대의 불화이다. 
2002년 12월 27일 경상남도의 유형문화재 제381호 통도사 동치5년 칠성탱으로 지정되었다가, 2018년 12월 20일 현재의 명칭으로 변경되었다.

## 개요
통도사에 보존되어 있는 칠성탱인데, 칠성탱은 칠성(七星)을 불교의 호법선신(護法善神)으로 수용하고 이를 의인화하여 묘사한 그림이다.
이 칠성탱은 모두 비단 바탕에 채색하여 그려진 것으로, 치성광여래삼존도(熾盛光如來三尊圖), 칠성도(七星圖), 성군도(星君圖) 등이 묘사되어 있다.
치성광여래삼존도는 화면이 상하 2단 구도로, 상단부는 수묵담채풍의 산수화를 담은 10폭 병풍을 배경으로 치성광여래좌상이 중앙에 있고 그 좌우에 일광·월광보살과 권속들이 시립하고 있다. 하단부에는 중국풍의 도복(道服)에 재관집홀상(載冠執笏狀)의 성군(星君) 도상이 있고, 그 좌우에 권속들이 시립하고 있다.
칠성도는 북두제1탐랑성군(北斗第一貪狼星君), 북두칠성2거문성군도(北斗七星二巨門星君圖), 북두제3녹존성군도(北斗第三祿存星君圖), 북두제5염정성군(北斗第五廉貞星君)으로, 모두 화면이 상하 2단으로 구성되어 있다. 상단에는 산수화폭의 병풍이 둘러진 가운데 칠성여래 도상이 앉아 있고, 그 좌우에 홀을 쥔 권속이 각각 1구씩 시립하고 있다. 하단에는 중국풍의 도복에 관을 쓰고 홀을 쥔 성군(星君) 도상이 중앙의 의자에 앉은 자세이고, 그 좌우에 홀을 쥔 도인 모습의 권속이 각각 1구씩 시립하고 있다.
이 칠성탱은 치성광여래삼존도의 화면 아랫부분 중앙에 있는 기록에 의하면 ‘동치 5년’, 즉 1866년에 제작되었음을 알 수 있다.
통도사 동치5년 칠성탱은 본래 9폭으로 이루어진 작품이나 3폭이 결실되어 6폭만이 남아있다. 작품의 보존상태가 전반적으로 양호하며, 도상적 측면에서 조선후기 일련의 칠성탱과는 차이를 보이고 있어 학술적으로 가치가 있다.

## 참고 자료
- 통도사동치5년칠성탱 - 국가유산청 국가유산포털